# Georgia Stanway
Georgia Stanway (Barrow-in-Furness, 1999. január 3. –) angol női válogatott labdarúgó. A Bayern München játékosa.

## Pályafutása

### Klubcsapatokban

#### Blackburn Rovers
2015. február 1-jén mutatkozott be a harmadosztályban és bár a mérkőzést elveszítették, a 78. percben betalált a Portsmouth hálójába. Pár hónappal később a Wolverhampton Wanderers elleni 6–0-ás győzelemből két góllal vette ki részét. A Blackburn Rovers színeiben hat meccsen hét alkalommal talált be és ezzel a mutatóval Anglia egyik legígéretesebb tehetsége lett.

#### Manchester City
Az égszínkékek 2015. július 18-án ajánlottak fel számára szerződést.
Július 29-én a Durham elleni ligakupa találkozón lépett első ízben pályára, majd a következő kupafordulóban góllal hálálta meg a bizalmat az Everton ellenében.
13 meccsen 5 gólt ért el a 2016-os szezonban és Sergio Agüerot, Kevin De Bruyne-t, Yaya Tourét és Toni Duggant is megelőzve ítélték számára a Manchester Citynél az Év gólja címet.

#### Bayern München
2022 májusában szerződést írt alá a Bayern München csapatával.

### A válogatottban

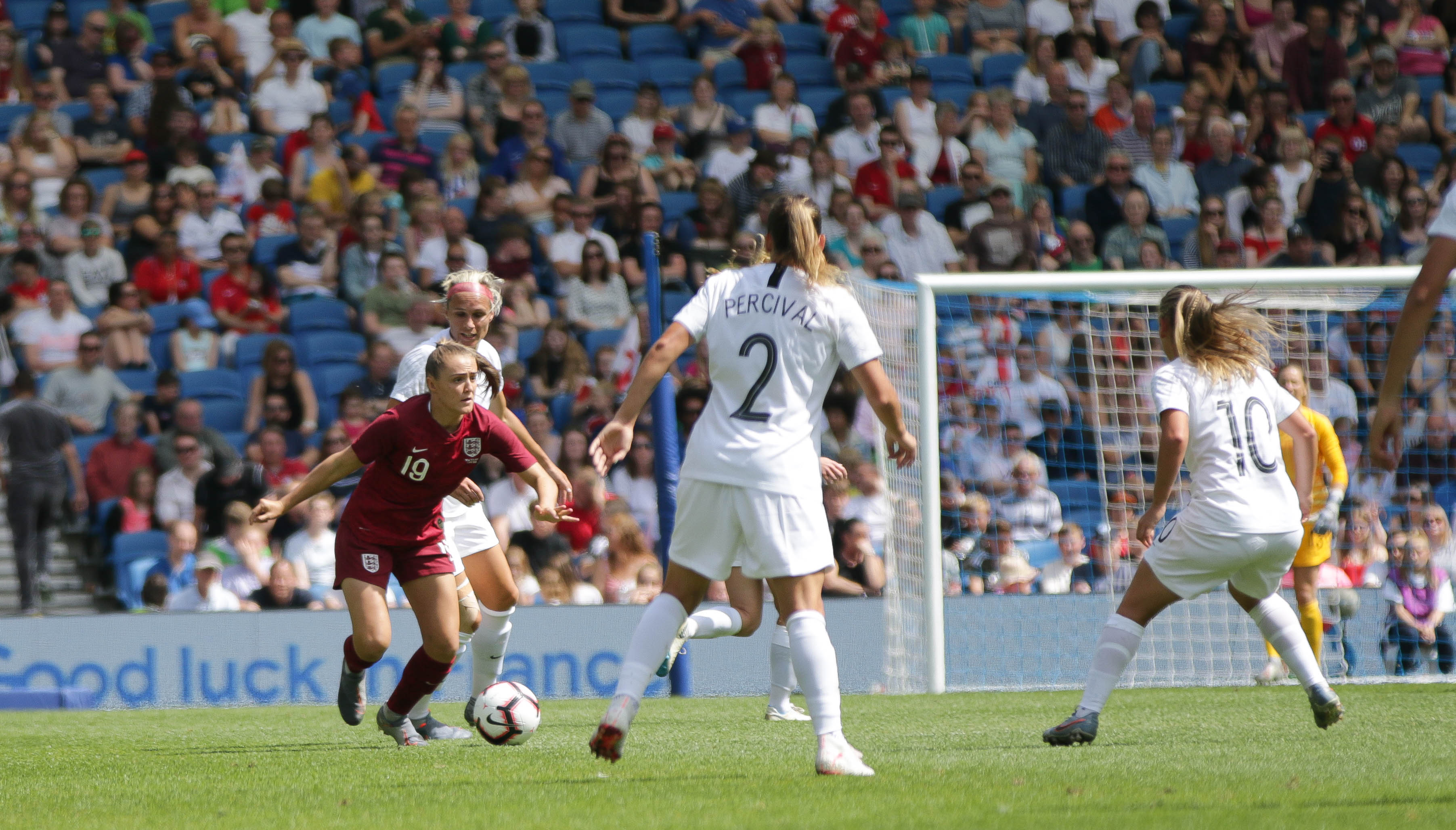
Akcióban a 2019-es Új-Zéland elleni világbajnoki felkészülési mérkőzésen.

Csapatkapitányként vezette az U17-eseket a 2016-os Európa-bajnokságon, ahol két góljával segítette bronzéremhez Angliát.
A 2018-as U20-as világbajnokságon pedig hat találatával Patricia Guijarroval egyetemben társgólkirálynői címet szerzett.
Első felnőtt szereplésére 2018. november 8-án került sor és az Ausztria elleni megmérettetésen a 71. percben góllal debütált. 2019 szeptemberében a 10. percben szerezte meg a vezetést a Norvégia elleni barátságos mérkőzésen.

## Sikerei

### Klubcsapatokban
Angol bajnok (1):
- Manchester City (1): 2016

 Angol ligakupa-győztes (2):
- Manchester City (2): 2016, 2018–19

 Angol kupagyőztes (3):
- Manchester City (3): 2016–17, 2018–19, 2019–20

### A válogatottban
Anglia
- Európa-bajnok: 2022
- U20-as világbajnoki bronzérmes: 2018
- SheBelieves-kupa győztes (1): 2019[10]
- Arnold Clark-kupa győztes (2): 2022,[11] 2023[12]

### Egyéni
- Az év fiatal játékosa (1): 2019[13]

## Statisztikái

### Klubcsapatokban
2023. május 28-ával bezárólag
| Klub             | Szezon           | Bajnokság | Bajnokság | FA Kupa | FA Kupa | Ligakupa | Ligakupa | Nemzetközi | Nemzetközi | Össz. | Össz. |
| Klub             | Szezon           | Mérk.     | Gól       | Mérk.   | Gól     | Mérk.    | Gól      | Mérk.      | Gól        | Mérk. | Gól   |
| ---------------- | ---------------- | --------- | --------- | ------- | ------- | -------- | -------- | ---------- | ---------- | ----- | ----- |
| Blackburn Rovers | 2014             | 6         | 7         | 0       | 0       | 0        | 0        | 0          | 0          | 6     | 7     |
| Blackburn Rovers | Összesen         | 6         | 7         | 0       | 0       | 0        | 0        | 0          | 0          | 6     | 7     |
| Manchester City  | 2015             | 3         | 1         | 0       | 0       | 2        | 1        | 0          | 0          | 5     | 2     |
| Manchester City  | 2016             | 10        | 4         | 3       | 1       | 2        | 1        | 1          | 0          | 16    | 6     |
| Manchester City  | 2017             | 7         | 1         | 0       | 0       | 0        | 0        | 2          | 0          | 9     | 1     |
| Manchester City  | 2017–18          | 14        | 5         | 1       | 0       | 4        | 3        | 7          | 2          | 26    | 10    |
| Manchester City  | 2018–19          | 19        | 11        | 3       | 2       | 6        | 2        | 4          | 1          | 30    | 16    |
| Manchester City  | 2019–20          | 13        | 4         | 1       | 0       | 4        | 0        | 2          | 1          | 20    | 5     |
| Manchester City  | 2020–21          | 21        | 5         | 1       | 0       | 5        | 0        | 6          | 3          | 34    | 8     |
| Manchester City  | 2021–22          | 22        | 8         | 5       | 3       | 5        | 1        | 1          | 0          | 33    | 13    |
| Manchester City  | Összesen         | 109       | 39        | 14      | 6       | 28       | 9        | 21         | 6          | 172   | 59    |
| Bayern München   | 2022–23          | 21        | 6         | 4       | 1       | 0        | 0        | 10         | 3          | 35    | 10    |
| Karrier összesen | Karrier összesen | 135       | 51        | 19      | 8       | 28       | 9        | 31         | 9          | 213   | 76    |

### A válogatottban
2023. április 11-ével bezárólag
| Válogatott | Szezon   | Mérk. | Gól |
| ---------- | -------- | ----- | --- |
| Anglia     |          |       |     |
| 2018       | 2        | 1     |     |
| 2019       | 14       | 1     |     |
| 2020       | 3        | 0     |     |
| 2021       | 7        | 2     |     |
| 2022       | 19       | 10    |     |
| 2023       | 4        | 1     |     |
| Összesen   | Összesen | 49    | 15  |

| Anglia színeiben szerzett góljai | Anglia színeiben szerzett góljai | Anglia színeiben szerzett góljai             | Anglia színeiben szerzett góljai | Anglia színeiben szerzett góljai | Anglia színeiben szerzett góljai | Anglia színeiben szerzett góljai | Anglia színeiben szerzett góljai |
| -------------------------------- | -------------------------------- | -------------------------------------------- | -------------------------------- | -------------------------------- | -------------------------------- | -------------------------------- | -------------------------------- |
|                                  |                                  |                                              |                                  |                                  |                                  |                                  |                                  |
| Gól                              | Dátum                            | Helyszín                                     | Ellenfél                         | Találat                          | Eredmény                         | Esemény                          | Forrás                           |
| 1                                | 2018. november 8.                | BSFZ-Arena, Maria Enzersdorf, Ausztria       | Ausztria                         | 2–0                              | 3–0                              | Barátságos mérkőzés              | [ 16 ]                           |
| 2                                | 2019. szeptember 3.              | Brann Stadion, Bergen, Norvégia              | Norvégia                         | 1–0                              | 1–2                              | Barátságos mérkőzés              | [ 17 ]                           |
| 3                                | 2021. október 26.                | Daugava Stadion, Riga, Lettország            | Lettország                       | 9–0                              | 10–0                             | 2023-as vb-selejtező             | [ 18 ]                           |
| 4                                | 2021. november 30.               | Eco-Power Stadion, Doncaster, Anglia         | Lettország                       | 10–0                             | 20–0                             | 2023-as vb-selejtező             | [ 18 ]                           |
| 5                                | 2022. április 8.                 | Toše Proeski Arena, Szkopje, Észak-Macedónia | Észak-Macedónia                  | 5–0                              | 10–0                             | 2023-as vb-selejtező             | [ 18 ]                           |
| 6                                | 2022. április 8.                 | Toše Proeski Arena, Szkopje, Észak-Macedónia | Észak-Macedónia                  | 8–0                              |                                  | 2023-as vb-selejtező             | [ 18 ]                           |
| 7                                | 2022. április 12.                | Windsor Park, Belfast, Észak-Írország        | Észak-Írország                   | 4–0                              | 5–0                              | 2023-as vb-selejtező             | [ 18 ]                           |
| 8                                | 2022. április 12.                | Windsor Park, Belfast, Észak-Írország        | Észak-Írország                   | 5–0                              |                                  | 2023-as vb-selejtező             | [ 18 ]                           |
| 9                                | 2022. június 30.                 | Letzigrund, Zürich, Svájc                    | Svájc                            | 2–0                              | 4–0                              | Barátságos mérkőzés              | [ 19 ]                           |
| 10                               | 2022. július 11.                 | Falmer Stadion, Brighton and Hove, Anglia    | Norvégia                         | 1–0                              | 8–0                              | 2022-es Európa-bajnokság         | [ 20 ]                           |
| 11                               | 2022. július 20.                 | Falmer Stadion, Brighton and Hove, Anglia    | Spanyolország                    | 2–1                              | 2–1 (h.u.)                       | 2022-es Európa-bajnokság         | [ 21 ]                           |
| 12                               | 2022. szeptember 6.              | Bet365 Stadion, Stoke-on-Trent, Anglia       | Luxemburg                        | 1–0                              | 10–0                             | 2023-as vb-selejtező             | [ 22 ]                           |
| 13                               | 2022. szeptember 6.              | Bet365 Stadion, Stoke-on-Trent, Anglia       | Luxemburg                        | 3–0                              |                                  | 2023-as vb-selejtező             | [ 22 ]                           |
| 14                               | 2022. október 7.                 | Wembley Stadion, London, Anglia              | Egyesült Államok                 | 2–1                              | 2–1                              | Barátságos mérkőzés              | [ 23 ]                           |
| 15                               | 2023. február 16.                | MK Stadion, Milton Keynes, Anglia            | Dél-Korea                        | 1–0                              | 4–0                              | Arnold Clark-kupa                | [ 24 ]                           |